# Deutsche Gesellschaft für Immungenetik
Die Deutsche Gesellschaft für Immungenetik (DGI) ist eine medizinisch-wissenschaftliche Fachgesellschaft nach deutschem Recht im deutschsprachigen Raum zur Förderung von Forschung, Lehre und Krankenversorgung im Fach Histokompatibilität und Immungenetik auf dem Gebiet der Transplantationsmedizin. Sie wurde 1993 auf Initiative einer bis dahin formlosen deutschen Arbeitsgemeinschaft für Histokompatibilitätstestung gegründet. 
Die DGI hat über 250 Mitglieder überwiegend aus dem deutschsprachigen Raum. Neben einem jährlichen Kongress erfolgen zahlreiche weitere Förderungen von Aus-, Fort- und Weiterbildungen auf dem Gebiet der Histokompatibilität und Immungenetik.
Der Verein ist Mitglied der Arbeitsgemeinschaft der Wissenschaftlichen Medizinischen Fachgesellschaften. Sitz des Vereins ist Essen.

## Präsidenten
- Ekkehard Albert, München (1993 – 1994)
- Hans Grosse-Wilde, Essen (1994 – 1995)
- Gertrud Mueller-Eckhardt, Gießen (1995 – 1996)
- Gregor Bein, Lübeck (1996 – 1998)
- Shraga Felix Goldmann, Ulm (1998 – 2000)
- Hans Grosse-Wilde, Essen (2000 – 2002)
- Christian Seidl, Frankfurt (2002 – 2004)
- Gottfried Fischer, Wien (2004 – 2006)
- Rainer Blasczyk, Hannover (2006 – 2008)
- Gottfried Fischer, Wien (2008 – 2010)
- Caner Süsal, Heidelberg (2010 – 2012)
- Rainer Blasczyk, Hannover (2012 – 2014)
- Constanze Schönemann, Berlin (2014 – 2016)
- Joannis Mytilineos, Ulm (2016 – 2018)
- Carlheinz Müller, Ulm (2018 – 2020)
- Falko Markus Heinemann (ab 2020)[3]